# Desperado Trail
Desperado Trail (Winnetou - 3 Teil) è un film western del 1965 diretto da Harald Reinl. È il quinto film della saga di Old Shatterhand, ispirata ai romanzi dello scrittore tedesco Karl May.

## Trama
I protagonisti Old Shatterhand, avventuriero tedesco, e Winnetou, capo degli indiani Apache, devono vedersela con il magnate privo di scrupoli Vermeulen, che assolda il bandito Rollins per provocare una guerra tra gli indiani e i coloni statunitensi. Rollins uccide i bisonti, minando le basi per la sopravvivenza degli indiani, e al contempo vende armi e alcolici a Bufalo Bianco, capo degli indiani Apache Jicarilla. Old Shatterhand e Winnetou cercano di mediare una risoluzione pacifica con il governatore di Santa Fe, ma cadono in un agguato teso da Rollins, al quale sfuggono a fatica. Old Shatterhand riesce ad inchiodare Vermeulen alle sue responsabilità, ma Rollins non desiste e con il coltello rubato a Winnetou uccide il figlio di Bufalo Bianco, convincendo poi quest'ultimo di essere stato tradito da Winnetou. Gli Apache Jicarilla quindi dichiarano guerra alla tribù di Winnetou, che, per evitare lo scontro, evacua il suo villaggio e fugge con i suoi nelle montagne. Bufalo Bianco si mostra sordo ad ogni tentativo di negoziazione, ma proprio quando sta per ordinare l'attacco viene interrotto dall'arrivo della cavalleria statunitense. Rollins cerca allora di sparare a Old Shatterhand, ma Winnetou si getta in mezzo e viene ferito mortalmente al posto dell'amico. Il bandito viene ucciso poco dopo dagli indiani. Il film si chiude con la morte di Winnetou, assistito dall'affranto Old Shatterhand.